# Fort Barrington (Antigua y Barbuda)
Fort Barrington (anteriormente Goat Hill Fort, Cripplegate Battery y Queen's Battery) es un fortaleza militar histórico en Antigua y Barbuda. Está ubicado en Goat Hill en Saint John, Antigua, en la entrada occidental del puerto de St. John. La fortaleza fue construido en 1779 y recibió su nombre del almirante Samuel Barrington.Los restos de la fortaleza incluyen una batería circular, un pequeño cargador y cuarteles.

## Historia
En el siglo XVII, los británicos construyeron una batería en Goat Hill en Saint John.Situada en el punto más al suroeste del Puerto de Saint John, la ubicación de la batería era ideal para proteger la entrada del puerto, así como el fondeadero fuera del puerto. La batería fue atacada varias veces y, en el siglo XVIII, a menudo se la describía como en mal estado.Fue abandonado después de la Guerra de la Reina Ana.
En 1779 se construyó un nuevo fuerte en el lugar de la batería anterior. Su propósito era ayudar a Fort James (ubicado en la entrada opuesta del puerto) a proteger el puerto de Saint John. El fuerte se completó bajo la administración del general William Mathew Burt,quien fue gobernador de las Islas de Sotavento de 1776 a 1781. Sirvió como una importante fortificación para los británicos durante la Guerra Revolucionaria Americana y la Guerra de 1812.
Los nombres anteriores de la fortaleza eran Goat Hill Fort, Cripplegate Battery,y Queen's Battery.Pasó a llamarse Fort Barrington en honor al almirante de la marina real británica Samuel Barrington.Barrington era comandante en jefe de la estación de las Islas de Sotavento durante la época de la construcción de la fortaleza.